# Vitālijs Gurevičs
Vitālijs Gurevičs, ros. Виталий Гуревич – Witalij Guriewicz (ur. 7 lipca 1972) – łotewski hokeista.

## Kariera
- Latvijas Zelts Riga (1992–1993)
- Pardaugava Riga (1993–1994)
- TTH Metron Toruń (1996–1997)
- HK Nik's Brih Riga (1996/1997, 1998–2000)
- HK Vilki Riga (2000–2006)
- HK Ozolnieki/Monarhs (2008–2014)

Grał w klubach łotewskich w rodzimej lidze. Ponadto występował w lidze polskiej w sezonie 1996/1997 w barwach drużyny z Torunia.

## Sukcesy i wyróżnienia

### Klubowe
- Srebrny medal mistrzostw Łotwy: 1993 z Latvijas Zelts Riga, 1997 z HK Nik’s Brih Riga, 2011, 2012, 2013 z HK Ozolnieki/Monarhs
- Złoty medal mistrzostw Łotwy: 1999 z HK Nik’s Brih Riga
- Brązowy medal mistrzostw Łotwy: 2000 z HK Nik’s Brih Riga, 2002, 2003 z HK Vilki Riga, 2010 z HK Ozolnieki/Monarhs